# Fredrik August Dahlgren
Pour les articles homonymes, voir Dahlgren.
Fredrik August Dahlgren, né le 20 septembre 1816 à Filipstad et mort le 16 février 1895 à Djursholm, est un écrivain, compositeur et dramaturge suédois.

## Biographie
Dahlgren est né dans la paroisse de Nordmark à Värmland, fils de Barthold Dahlgren, directeur des mines de Taberg, et Anna Carolina Svensson. Après avoir terminé ses études au gymnase Karlstads à Karlstad, il est inscrit à l'université d'Uppsala en 1834 et obtient un diplôme de philosophie en 1839. 
Il est connu pour avoir écrit deux chansons folkloriques suédoises. Avec Anders Fryxell, il écrit les paroles de Ack Värmeland du sköna (O Värmland, ma belle). Il est le seul auteur de Jänta å ja ' (la fille et moi). Dahlgren a également écrit le drame musical Värmlänningarna (Le peuple de Värmland), une œuvre populaire depuis plus de cent cinquante ans.
De 1871 à sa mort, il est membre de l'Académie suédoise où il occupe le sixième siège. 
Il est enterré au cimetière du Nord à Solna.